# Джордж Поета
Джордж Мпанга (на английски: George Mpanga), известен със сценичния си псевдоним Джордж Поета (George The Poet) е британски поет, рапър и подкаст водещ, най-известен със социално ангажираната си рецитирана поезия (spoken word).

## Биография
Мпанга е роден на 14 януари 1991 година в Нийздън, Северозападен Лондон. Неговата баба по бащина линия е угандийската политичка и министърка на началното образование (1989 – 1992) Джойс Мпанга. През 2002 – 2009 година посещава елитното училище „Кралица Елизабет“ в Барнет и на 15 години започва да рапира. След това учи политика, психология и социология в Кингс Колидж в Кеймбридж (2010 – 2013). Там започва да се занимава и с поезия.
По време на обучението си участва в състезание за социално предприемачество, организирано от Barclays и Channel 4, в което участниците трябва да предложат различни идеи как да бъдат оползотворени 100,000 британски лири. Джордж Мпанга печели конкурса с идеята си парите да бъдат вложени в организиране на поетични работилници за непривилегировани деца в редица гимназии в Лондон. Впоследствие през 2012 година е избран за лице на различни предавания на БиБиСи Радио 1 и Скай Спортс Формула 1.
През юли 2014 участва в кампания за лобиране пред британския парламент за подобряване на реакцията на държавата към жалбите по отношение на обществените услуги. През октомври същата година Мпанга сключва договор с Island Records и издава EP-то си The Chicken and the Egg, което засяга въпроса за преждевременното родителство. През ноември 2014 година е обявено, че певецът е в списъка с номинации за Наградата на критиката на Наградите „Брит“ за 2015 година.
През 2017 година Мпанга е избран за член на Националния съвет на Съвета по изкуствата на Англия с мандат от 1 декември 2017 до 30 ноември 2021 година.
На 19 май 2018 година гласът на Джордж Поета достига до милиони хора по света, когато е поканен да изпълни любовно стихотворение по време на сватбата на британския принц Хари и Меган Маркъл.
През 2019 година на Британските подкаст награди блогът на Мпанга „Чували ли сте подкаста на Джордж?“ печели първо място в пет различни категории.
През същата година Мпанга отклонява поканата да бъде удостоен с титлата Член на Ордена на Британската империя (петият, най-нисък клас на ордена), като се позовава на колониалното минало на родината на предците му, Уганда, в рамките на Британската империя.
На 30 юли 2020 година, Кока-Кола Великобритания лансира новата си рекламна кампания „Open Like Never Before“, в която Джордж Поета е основното лице в кадър и автор на рецитирания в рекламата поетичен манифест, с който се отбелязва социалната и културната промяна след пандемията от коронавирус. Тази реклама е първата след седем-месечно прекъсване на рекламните им кампании – най-дългото в историята на Кока-Кола, и пренасочване на рекламните бюджети за хуманитарни дейности по света. Сред посланията на Мпанга в рекламата са оценяването на нещата, които преди пандемията са приемани от хората за даденост, и търсенето на възможности в условията на „новото нормално“.